# Stichting MissionPuppy Nederland
Stichting MissionPuppy Nederland (MissionPuppy Nederland, kortweg 'MissionPuppy') is een Nederlandse non-profitorganisatie die zich sinds 2012 bezighoudt met het opleiden van hulphonden (assistentiehonden) voor kinderen en jongeren met anorexia nervosa of een andere stoornis.

## Geschiedenis
Stichting MissionPuppy Nederland werd opgericht door Anjana Gort. Zij leed in haar jeugd zelf langdurig aan een ernstige vorm van anorexia en genas in 2009 uiteindelijk met behulp van haar Shetland Sheepdog Luca.
Vanaf 2010 ontwikkelde Gort haar eigen methodiek en op 14 maart 2012 werd haar initiatief, ontstaan uit eigen ervaring, een officiële stichting.
De stichting stelde zich tot doel om een aanvulling te bieden op de reguliere gezondheidszorg en geneeskunde. Men richtte zich in het bijzonder op die kinderen en jeugdigen die in de reguliere zorg uitbehandeld waren. Ten tijde van de oprichting was de stichting gevestigd in Gelderland, in Hattem. Later vestigde de stichting zich in de provincie Zeeland, eerst in het buitengebied van de Gemeente Goes, nabij het Veerse Meer, later in 2018 in de gemeente Veere.
In het najaar van 2012 werd de stichting opgenomen in het zorgsuccesprogramma van zorgverzekeraar IZZ. Datzelfde najaar vond ook een uitwisseling plaats met de van origine uit Canada afkomstige psycholoog en anorexiadeskundige Peggy Claude-Pierre, schrijfster het boek The secret language of eating disorders.
Vanaf halverwege 2013 werd met een bredere doelgroep gewerkt, zo kon de stichting nog beter aan haar streven voldoen, aangezien vaak sprake is van comorbiditeit met bijvoorbeeld een autismespectrum stoornis of een posttraumatische stressstoornis. Ook werden vanaf dat moment hulpvragen met betrekking tot andere vormen van eetproblemen aangenomen.
In 2014 werd Brenda van den Hoek, bekend als finalist van Holland's Got Talent, ambassadeur van de stichting. In 2016 volgde Peggy Claude-Pierre haar voorbeeld als ambassadeur en dat mondde in 2018 uit in een officiële samenwerking.
In 2016 en 2017 werd vanuit de Hogeschool Utrecht onderzoek gedaan naar de effectiviteit van de missionpuppy methode. In het onderzoek Samen Sterk op Weg naar Herstel publiceerden de
onderzoekers Janssen, de Jong, en Knol in 2017 hun bevindingen. In 2018 breidde de stichting het werken met therapiehonden verder uit.